# Kijell Medina
Kijell O'Niel Medina Scarlett (Limón, Costa Rica, 27 de agosto de 1997), conocido deportivamente como Kijell Medina (AFI: 'kixeλ me'ðina), es un futbolista costarricense que juega de defensa en Uruguay de Coronado, de la Segunda División de Costa Rica.

## Trayectoria

### Deportivo Saprissa

#### Temporada 2016-2017
Por motivos de la disolución del equipo filial Generación Saprissa se confirmó, de manera oficial el 16 de junio de 2016, el ascenso de Kijell y de otros compañeros a la categoría absoluta del Deportivo Saprissa, en Primera División. En la fecha inaugural del Campeonato de Invierno 2016, su conjunto hizo frente al recién ascendido San Carlos, el 16 de julio en el Estadio Nacional. Sus compañeros Ulises Segura, David Guzmán y Rolando Blackburn anotaron, pero el empate de 3-3 prevaleció hasta el final del juego. El defensor no fue convocado. El 18 de agosto se inauguró la Concacaf Liga de Campeones donde su equipo, en condición de local, tuvo como adversario al Dragón de El Salvador. El futbolista no fue tomado en cuenta y el resultado culminó en triunfo con marcador abultado de 6-0. El 25 de agosto se desarrolló la segunda fecha de la competencia continental, de nuevo contra los salvadoreños, pero de visitante en el Estadio Cuscatlán. Tras los desaciertos de sus compañeros en acciones claras de gol, el resultado de 0-0 se vio reflejado al término de los 90 minutos. La tercera jornada del torneo del área se llevó a cabo el 14 de septiembre, en el Estadio Ricardo Saprissa contra el Portland Timbers de Estados Unidos. A pesar de que su club inició perdiendo desde el minuto 4', logró sobreponerse a la situación tras desplegar un sistema ofensivo. Los goles de sus compañeros Fabrizio Ronchetti y el doblete de Marvin Angulo, sumado a la anotación en propia del futbolista rival Jermaine Taylor, fueron suficientes para el triunfo de 4-2. El 19 de octubre se tramitó el último encuentro de la fase de grupos, por segunda vez ante los estadounidenses, en el Providence Park de Portland, Oregon. El jugador no fue convocado, y el desenlace del compromiso finiquitó igualado a un tanto, dándole la clasificación de los morados a la etapa eliminatoria de la competencia. En el vigésimo segundo partido de la primera fase de la liga nacional, su conjunto enfrentó a Liberia en el Estadio Ricardo Saprissa. El marcador de 3-1 aseguró el liderato para su grupo con 49 puntos, y además un cupo para la cuadrangular final. El 15 de diciembre su equipo venció 2-0 al Herediano, para obtener el primer lugar de la última etapa del certamen y así proclamarse campeón automáticamente. Con esto, los morados alcanzaron la estrella número «33» en su historia y Medina logró el primer título de liga en su carrera.

### Belén F.C.
Kijell fue cedido en condición de préstamo a Belén y fue presentado de manera oficial el 7 de enero de 2017. Para el inicio del Campeonato de Verano que se llevó a cabo el 8 de enero, el equipo belemita tuvo la visita al Estadio Edgardo Baltodano, donde enfrentó a Liberia. Por su parte, Kijell Medina no fue tomado en consideración para este juego, mientras que el marcador fue con derrota de 1-0. Debutó en la máxima categoría del balompié costarricense el 19 de febrero, en el partido contra Limón en el Estadio Juan Gobán. En esa oportunidad fue titular del entrenador mexicano Fernando Palomeque y el resultado fue de pérdida con cifras de goleada 7-0. Debido al bajo rendimiento de su conjunto en la primera vuelta del certamen, provocó que el director técnico Palomeque renunciara de su puesto y poco después la dirigencia nombró al uruguayo Daniel Casas como el nuevo estratega. En la jornada de cierre de la etapa de clasificación del torneo, su club se vio obligado a sacar una victoria para mantener la categoría, por lo que el 16 de abril enfrentó a Limón en el Estadio "Coyella" Fonseca. Su compañero mexicano Julio Cruz marcó tres goles en la victoria de 3-1. Además, en combinación con otros resultados, su equipo logró evadir el descenso tras ubicarse en el undécimo lugar de la tabla general acumulada.

## Selección costarricense

### Categorías inferiores
El entrenador Frank Carrillo, de la Selección Sub-15 de Costa Rica, dio el 15 de junio de 2012 la lista de convocados para llevar a cabo la realización de la Copa México de Naciones. En su nómina destacó el llamado de Medina. El 18 de junio fue el primer encuentro ante el combinado juvenil de Colombia, donde el marcador concluyó en derrota con cifras de goleada 7-0. El segundo compromiso se desarrolló al siguiente día, siendo el rival Estados Unidos. El resultado fue de pérdida de 1-3. El último juego acabó en derrota de 4-1, contra España. Por lo tanto, su país quedó en el último lugar de la tabla del grupo B sin sumar puntos.

## Clubes
| Club                  | País       | Año               |
| --------------------- | ---------- | ----------------- |
| Deportivo Saprissa    | Costa Rica | 2016              |
| Belén F.C. (Préstamo) | Costa Rica | 2017              |
| Guadalupe F.C.        | Costa Rica | 2017 - Actualidad |

## Palmarés

### Títulos nacionales
| Título                         | Club               | País       | Año  |
| ------------------------------ | ------------------ | ---------- | ---- |
| Primera División de Costa Rica | Deportivo Saprissa | Costa Rica | 2016 |